# Saint-Jean-sur-Moivre
Saint-Jean-sur-Moivre település Franciaországban, Marne megyében. Lakosainak száma 200 fő (2022. január 1.). Saint-Jean-sur-Moivre Coupéville, Dampierre-sur-Moivre, Marson és Saint-Amand-sur-Fion községekkel határos.
- Postai irányítószáma (PC): 51240
- Terület (felület): 15,1 km²
- Népsűrűség (2022): 13 lakos/km²
- Minimális magasság: 103 méter
- Max. magasság: 214 méter[2]

## Népesség
A település népessége az elmúlt években az alábbi módon változott:
| Lakosok száma | 130  | 142  | 119  | 190  | 202  | 202  | 210  | 203  | 199  | 200  |
|               | 1968 | 1982 | 1990 | 2006 | 2013 | 2015 | 2017 | 2019 | 2020 | 2022 |